# Audan Schambyl (Schambyl)
Der Audan Schambyl (kasachisch Жамбыл ауданы Schambyl audany, russisch Жамбылский район Schambylski rajon) ist ein Bezirk im Gebiet Schambyl in Kasachstan.

## Geografie
Der Audan Schambyl liegt im Süden Kasachstans im gleichnamigen Gebiet. Er grenzt im Norden an den Audan Talas, im Osten an den Audan Baisaq und den Audan Turar Rysqulow sowie die Stadt Taras und im Süden an den Oblus Talas in Kirgisistan. Westlich grenzt er an den Audan Schualy. Die Landschaft des Bezirks ist im Süden gebirgig, so liegen dort sowohl der Qaratau als auch das Kirgisische Gebirge. Der nördliche Teil hingegen ist flach. Durch den Audan Schambyl fließen die Assa und der Talas. Dieser entspringt im Gebirge und sein Wasser wird intensiv zur Bewässerung in der Landwirtschaft genutzt wird. Die meisten Siedlungen des Bezirks liegen im Süden rund um die Stadt Taras herum, der nördliche Teil ist nur sehr dünn besiedelt.

## Geschichte
Der heutige Bezirk wurde am 17. Januar 1927 unter dem Namen Rajon Aulie-Ata als Bestandteil des ebenfalls neu gegründeten Okrug Syr-Darya. Im Dezember 1930 wurde er, wie alle anderen Bezirke auch, aufgelöst und sein Gebiet den Behörden der Kasachischen ASSR unterstellt. Ab 1932 gehörte der Rajon zur neu geschaffenen Oblast Südkasachstan.
1936 wurde der Bezirk zu Ehren von Lewon Mirsojan, erster Sekretär der Kommunistischen Partei der Kasachischen SSR, in Rajon Mirsojan umbenannt. 1938 erfolgte eine erneute Umbenennung in Rajon Dschambul. Am 14. Oktober 1939 wurde der Rajon Teil der neu gegründeten Oblast Dschambul. 1962 wurde das Verwaltungszentrum von der Stadt Dschambul nach Assa verlegt. 1963 wurde der Rajon aufgelöst aber bereits 1966 wieder hergestellt.
Am 4. Mai 1993 wurde die Transkription des Namens vom Russischen Dschambul ins Kasachische Schambyl geändert.

## Bevölkerung
Bei der Volkszählung 1999 hatte der Audan Schambyl 69.966 Einwohner. Die letzte Volkszählung 2009 ergab für den Bezirk eine Einwohnerzahl von 73.313. Die Fortschreibung der Bevölkerungszahl ergab zum 1. Januar 2025 eine Einwohnerzahl von 88.175.
| Einwohnerentwicklung               | Einwohnerentwicklung | Einwohnerentwicklung | Einwohnerentwicklung | Einwohnerentwicklung | Einwohnerentwicklung | Einwohnerentwicklung | Einwohnerentwicklung |
| 1939                               | 1959                 | 1970                 | 1979                 | 1989                 | 1999                 | 2009                 | 2021                 |
| ---------------------------------- | -------------------- | -------------------- | -------------------- | -------------------- | -------------------- | -------------------- | -------------------- |
| 31.394                             | 41.051               | 52.919               | 59.983               | 69.335               | 69.966               | 73.313               | 86.564               |
| Anmerkung: Volkszählungsergebnisse |                      |                      |                      |                      |                      |                      |                      |

## Verwaltungsgliederung
Der Audan Schambyl ist in 17 ländliche Bezirke (kasachisch Ауылдық округ Auyldyq okrug; russisch Сельский округ Selski okrug) gegliedert (Stand: 2021).
| Ländlicher Kreis | Einwohner | Einwohner | Orte                                                                 |
| Ländlicher Kreis | 2009      | 2021      | Orte                                                                 |
| ---------------- | --------- | --------- | -------------------------------------------------------------------- |
| Aischa bibi      | 5423      | 5844      | Aischa bibi, Aulijebastau, Äulijeköl, Qaratau                        |
| Aqbastau         | 1864      | 2052      | Birlessu-Jengbek, Schoqai                                            |
| Aqbulym          | 3084      | 3857      | Aqbulym                                                              |
| Assa             | 9048      | 13.496    | Assa, Rachat                                                         |
| Bessaghasch      | 6012      | 6879      | Bessaghasch, Türiksib                                                |
| Grodekow         | 6167      | 7227      | Grodekowo, Qysyldiqan                                                |
| Jernasar         | 1633      | 1563      | Jernasar                                                             |
| Polatkoschin     | 8394      | 9833      | Schalpaqtöbe                                                         |
| Kölqainar        | 2994      | 3100      | Jengbek, Kölqainar, Qostöbe, Schambyl, Tastöbe                       |
| Örnek            | 2516      | 2535      | Örnek, Schuma                                                        |
| Qarakemer        | 2404      | 2584      | Qarakemer, Qumtiyn, Senggirbai                                       |
| Qaraoi           | 4716      | 6362      | Kemel, Sulutör                                                       |
| Qarassu          | 1913      | 1941      | Aschtschybulaq, Schäidana                                            |
| Qaratöbe         | 4103      | 5671      | Bäiterek, Bektöbe, Qysylscharyq                                      |
| Qysylqainar      | 4934      | 5008      | Qysylqainar, Schassörken                                             |
| Schambyl         | 7239      | 7874      | Qapal, Qongyrtöbe, Schäiqoryq, Schäiqoryq, Schäken Nijasbekow, Tanty |
| Toghystarau      | 869       | 738       | Qumsuat, Schangaötkel, Toghystarau                                   |